# Centrale thermique de Boundary Dam
 (novembre 2014).
Si vous disposez d'ouvrages ou d'articles de référence ou si vous connaissez des sites web de qualité traitant du thème abordé ici, merci de compléter l'article en donnant les références utiles à sa vérifiabilité et en les liant à la section « Notes et références ».
La centrale thermique de Boundary Dam est une centrale thermique situé en Saskatchewan au Canada. Elle est possédée par SaskPower. Un important programme de séquestration du CO2 est en construction sur cette centrale.